# 酚红
酚红又称苯酚磺酞，是一种三芳基甲烷碱性染料，常用作酸碱指示剂。

## 制备方法
将苯酚和2-磺基苯甲酸酐共热熔化，在氯化锌催化下进行傅－克酰基化反应。

## 性质
酚红是一种带有较淡气味的红色固体。
酚红含有两个羟基和一个不稳定的磺内酯环。该环在水性介质中分裂，并且在重组后形成黄色的醌型结构。该醌型结构可在强酸性环境（pH < 1）下被质子化，导致溶液变红。在中性环境 （pH = 6.4 – 8.3）中，羟基被去质子化，溶液变成紫红色。在强碱性范围内（pH > 14），通过形成三苯基甲醇结构，可增加OH基团。酚红以无色三价阴离子形式存在。
| 类别 | H2In | HIn−  | In2−     |
| 结构 |      |       |          |
| pH   | < 1  | 1–7.3 | > 7.3    |
| 颜色 | 红   | 黄    | 紫罗兰色 |

它可以在溴化钾-过氧化氢体系中溴化，得到溴酚藍。

## 用途

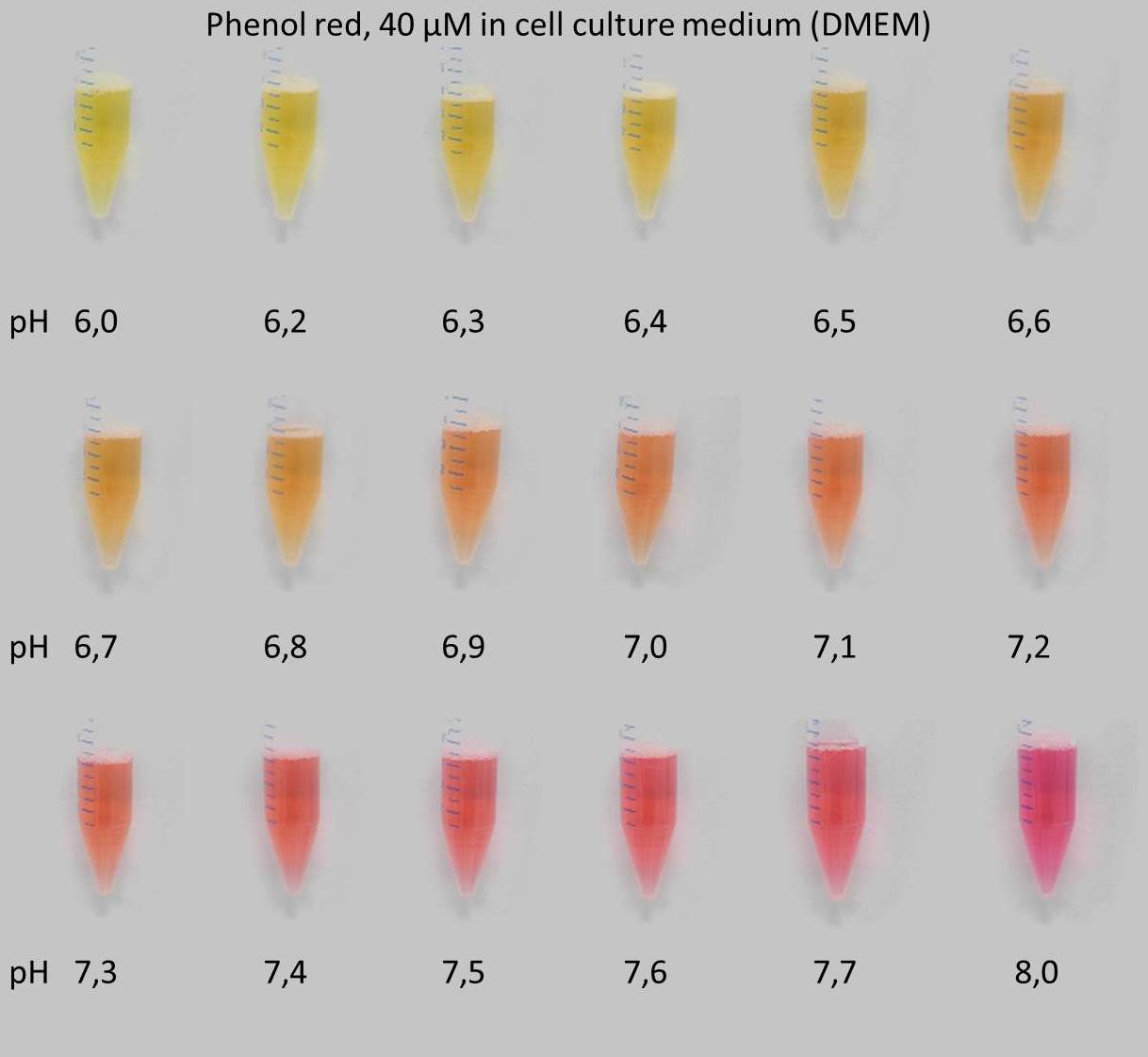
pH 6.0 - 8.0细胞培养基中的酚红（40 μmol / L）

酚红在酸碱滴定中用作指示剂，pH范围在6.4和8.2之间。 颜色从碱性的紫红色变为酸性的黄色。 由于酚红在水中的溶解性很差，因此可以通过以下两种方法制备即用型溶液：
- 将0.1 g酚红溶于100 ml 20％的乙醇溶液
- 将0.04 g酚红溶于1.13 ml氢氧化钠溶液（0.1 mol / l）中，然后用水补足至100 ml[7]。

酚红也可用作细胞培养基的pH指示剂。